# Skazany na bluesa (album)
Skazany na bluesa – album zespołu Dżem z roku 2005.

## Lista utworów
1. "Złoty paw" – 6:03
2. "Wiem, na pewno wiem – nie, nie kocham cię" – 4:58
3. "Czerwony jak cegła" – 5:19
4. "List do M." – 6:52
5. "Mała Aleja Róż" (live) – 5:34
6. "Sen o Victorii" (akustyczna) – 2:58
7. "Jesiony" – 6:40
8. "Norweska impresja bluesowa" (live) – 3:22
9. "Skazany na bluesa" – 5:26
10. "Autsajder" – 6:38
11. "Whisky" – 5:26
12. "Niewinni i ja – cz. I i II" (live) – 14:17